# Guam ai Giochi della XXVII Olimpiade
Guam partecipò ai Giochi della XXVII Olimpiade, svoltisi a Sydney, Australia, dal 15 settembre al 1º ottobre 2000, con una delegazione di 7 atleti impegnati in cinque discipline.